# London-Klasse (1902)
Die London-Klasse war eine Klasse von fünf Schlachtschiffen (Einheitslinienschiffen), die in den späten 1890er- und frühen 1900er-Jahren für die Royal Navy gebaut wurden.

## Konstruktion
Im Rahmen des Bauprogramms von 1898 beschloss die Royal Navy den Bau von drei weiteren Schlachtschiffen, um dem russischen Flottenbau zu begegnen; diese wurden die ersten Schiffe der London-Klasse. Der Bau der Schiffe erfolgte in enger Anlehnung an die vorangegangene Formidable-Klasse, da man als Antwort auf die neuen russischen Schiffe so schnell wie möglich mit dem Bau beginnen wollte.

## Geschichte
Die Schiffe der London-Klasse hatten in Friedenszeiten eine ereignislose Laufbahn. Die London und die Queen waren 1912 bzw. 1909 in Kollisionen mit Handelsschiffen verwickelt und die Prince of Wales wurde versehentlich von dem U-Boot HMS C32 gerammt, aber keines der Schlachtschiffe wurde wesentlich beschädigt. Während ihrer gesamten Laufzeit wurden die Schiffe geringfügig modifiziert, unter anderem durch Änderungen an ihrer leichten Bewaffnung, den Einbau von Suchscheinwerfern und die Installation verbesserter Feuerleit- und Funksysteme. Die London wurde zwischen 1912 und 1913 für Luftfahrtversuche an Bord eingesetzt. Seit ihrer Indienststellung wurden alle fünf Schiffe im Mittelmeer eingesetzt. Die Schiffe blieben jedoch nur wenige Jahre dort, bevor sie zwischen 1907 und 1909 nach Großbritannien zurückgerufen wurden. Die London und die Bulwark dienten von 1907 bis 1908 in der Heimatflotte und wurden dann zur Kanalflotte versetzt, wo sie sich der Venerable anschlossen, die im selben Jahr aus dem Mittelmeer zurückgerufen worden war. Die Queen und die Prince of Wales wurden 1908 bzw. 1909 der Atlantic Fleet zugeteilt; die Venerable kam 1909 dazu, gefolgt von der London im Jahr 1910. Die Bulwark kehrte 1909 zum 5. Kampfgeschwader der Heimatflotte zurück, wo sie bis zum Ausbruch des Ersten Weltkrieges 1914 blieb. Die anderen Schiffe der Klasse schlossen sich ihr dort 1912 an. Die London wurde zum 5. Kampfgeschwader verlegt und von Mai 1912 bis 1913 für Experimente mit abfliegenden Flugzeugen eingesetzt, wobei eine über das Vorschiff gebaute Rampe verwendet wurde, die vom Schlachtschiff Hibernia übernommen worden war.
Mit dem Beginn des Ersten Weltkrieges im August 1914 wurden sie zunächst im Ärmelkanal stationiert und halfen, die British Expeditionary Force im August über den Kanal zu eskortieren. Die Venerable wurde im Oktober zur Bombardierung deutscher Stellungen entlang der Küste von Flandern eingesetzt, während die Queen vorübergehend abkommandiert wurde, um einen angeblichen deutschen Kreuzerangriff abzuwehren. Am 26. November wurde die Bulwark versehentlich durch eine Explosion im Inneren zerstört, die wahrscheinlich auf unsachgemäße Handhabung der Munition zurückzuführen war. Die vier verbliebenen Schiffe der Klasse blieben im Kanal und kamen bis Anfang 1915 nicht mehr zum Einsatz. Anfang März wurde die Venerable an die Küste Flanderns zurückgerufen, um deutsche Stellungen zu beschießen, was sie bis Mai desselben Jahres tat. Zur gleichen Zeit wurden London, Queen und Prince of Wales zu den Dardanellen beordert, wo sie am Kampf gegen das Osmanische Reich teilnehmen sollten.
Die Schiffe schlossen sich der britischen und französischen Flotte bei der Landung am Kap Helles und der Landung in Anzac Cove an, die am 25. April stattfand. Im Mai wurden die Schiffe dem 2nd Detached Squadron zugeteilt, das die Regia Marina in der Adria unterstützen sollte, wo es die österreichische Marine einschloss. Admiral Paolo Thaon di Revel, der italienische Marinestabschef, hielt die Bedrohung durch österreichisch-ungarische U-Boote und Seeminen in den engen Gewässern der Adria für zu groß, als dass er die Flotte aktiv hätte einsetzen können. Er behielt daher seine modernsten Schlachtschiffe sowie die britischen bei Tarent, um Österreich-Ungarn zu blockieren. Ebenfalls im Mai wurde die Venerable vom Kanal zu den Dardanellen verlegt; im August unterstützte sie die alliierten Kräfte an Land, bevor sie im Oktober überholt und im Dezember zum 2nd Detached Squadron versetzt wurde.
Ende 1916 wurde die Queen zu einem Depotschiff umgebaut, um die Otranto-Sperre zu unterstützen; im Laufe des folgenden Jahres wurde sie schrittweise abgerüstet, wobei die Geschütze zur Verstärkung der italienischen Artillerie in Norditalien an Land geschickt wurden. Ebenfalls Ende 1916 kehrten die London und die Venerable nach Großbritannien zurück, wo sie außer Dienst gestellt wurden. Im Februar 1917 wurde auch die Prince of Wales nach Großbritannien zurückgerufen, wo sie zu einem Kasernenschiff wurde. Von Februar bis April 1918 wurde die London zu einem Minenleger umgebaut und blieb in dieser Funktion bis zum Ende des Krieges im Einsatz. Gleichzeitig wurde die Venerable als Depotschiff zur Unterstützung der Minenleger in der Nordsee eingesetzt.
Keines der verbliebenen Schiffe blieb nach dem Kriegsende lange im Einsatz. Die Venerable war das erste Schiff, das im Dezember 1918, unmittelbar nach dem Kriegsende, außer Dienst gestellt wurde. Die London wurde im Januar 1919 zum Depotschiff umgerüstet und der 3. Flotte zugeteilt. Die Queen kehrte im April 1919 nach Großbritannien zurück, wo sie im Mai zusammen mit der Venerable zum Verkauf angeboten wurde. Die Queen und die Prince of Wales wurden 1920 verkauft und im folgenden Jahr in Großbritannien abgewrackt. Die London blieb bis Januar 1920 im Dienst und wurde im März ebenfalls zum Verkauf gestellt; sie und die Venerable wurden im Juni desselben Jahres verkauft und schließlich 1922 in Deutschland abgewrackt.

## Technik
Die Schiffe hatten eine Gesamtlänge von 131,60 m, eine Breite von 22,90 m und einen Tiefgang von 7,90 m. Die Verdrängung lag zwischen 14.700 t und 16.100 t.

### Antrieb
Die Schiffe waren mit zwei 3-Zylinder-Verbunddampfmaschinen ausgestattet, die jeweils eine Welle antrieben und insgesamt 15.000 Shp (11.032 kW) entwickelten, mit denen die Schiffe eine Höchstgeschwindigkeit von 18 Knoten (33 km/h) erreichten. Der Dampf wurde von 20 Belleville-Kesseln mit einem Arbeitsdruck von 20 bar geliefert. Die Schiffe konnten maximal 2.032 t Kohle mitführen, was ihnen bei 10 Knoten (19 km/h) eine Reichweite von 5.500 Seemeilen (10.190 km) ermöglichte. Die Besatzung der Schiffe schwankte zwischen jeweils 724 und 780.

### Bewaffnung
Die Hauptbewaffnung bestand aus vier 305-mm-Geschützen in zwei Doppelgeschütztürmen vor und hinter den Aufbauten. Die Geschütze waren auf Mk-BVI-Lafetten mit einem Gewicht von 187 t und einem Seitenrichtbereich von −150 bis +150 Grad montiert. Sie befanden sich in kreisförmigen Barbetten, die das Laden in 360 Grad ermöglichte. Die Kanonen selbst wogen 51 t und hatten bei einer maximalen Elevation von 13,5° und einer Mündungsgeschwindigkeit von 778 m/s eine Reichweite von 13.850 m. Sie verschossen 386 kg schwere Granaten mit einer Kadenz von etwa 1,5 Schuss pro Minute. Die Sekundärbewaffnung bestand aus zwölf 152-mm-Geschützen in Kasematten. Die Geschütze waren auf Mk-PIV-Lafetten montiert. Sie hatten bei einer maximalen Elevation von +20° und bei einer Mündungsgeschwindigkeit von 805 m/s eine Reichweite von 16.340 m. Sie verschossen 45 kg schwere Granaten mit einer Kadenz von 5 bis 7 Schuss pro Minute. Zur Abwehr von Torpedobooten standen zehn 12-Pfünder-Geschütze und sechs 3-Pfünder-Geschütze zur Verfügung. Außerdem waren die Schiffe mit vier im Rumpf versenkten 457-mm-Torpedorohren ausgestattet.

### Panzerung
Die Schiffe hatten einen 229 mm starken Gürtel aus Krupp-Zementstahl, der mit den 229 bis 305 mm dicken Querschotten an beiden Enden der Schiffe abschloss. Die Geschütztürme waren an den Seiten 203 mm bis 254 mm dick und das Dach 305 mm. Die Barbetten und die 152-mm-Geschütze in den Kasematten waren mit 152 mm geschützt. Der Kommandoturm hatte rundum eine Panzerung von 356 mm. Die Schiffe verfügten über zwei gepanzerte Decks mit einer Dicke von 25 bzw. 76 mm.

## Die Schiffe der Klasse

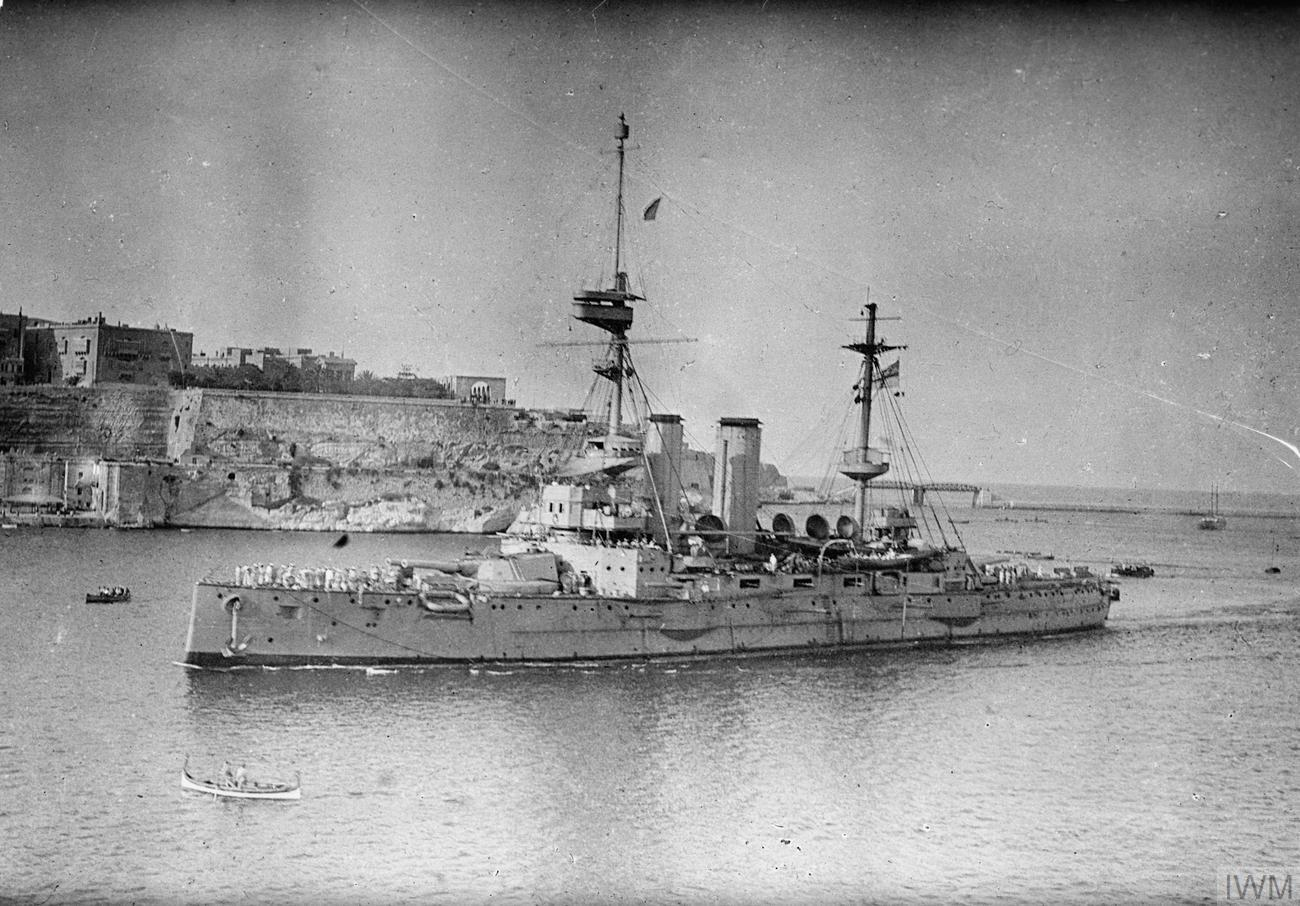
HMS London
- 8. Dezember 1898 Kiellegung
- 21. September 1899 Stapellauf
- 7. Juni – März 1907 Mittelmeer-Flotte
- März 1907 – Juni 1908 Home Fleet
- 2. Juni 1908 – April 1909 Kanal-Flotte
- 8. Februar 1910 – Mai 1912 Atlantik-Flotte
- 1. Mai 1912 – August 1914 Home Fleet
- August 1914 – März 1915 Kanal-Flotte
- 19. März 1915 – 25. April 1915 Dardanellen
- 22. Mai 1915 – Oktober 1916 Adria
- 18. Mai 1918 – Januar 1919 Grand Fleet
- Januar 1919 – Januar 1920 Reserve
- 1920 zum Abwracken verkauft[10]

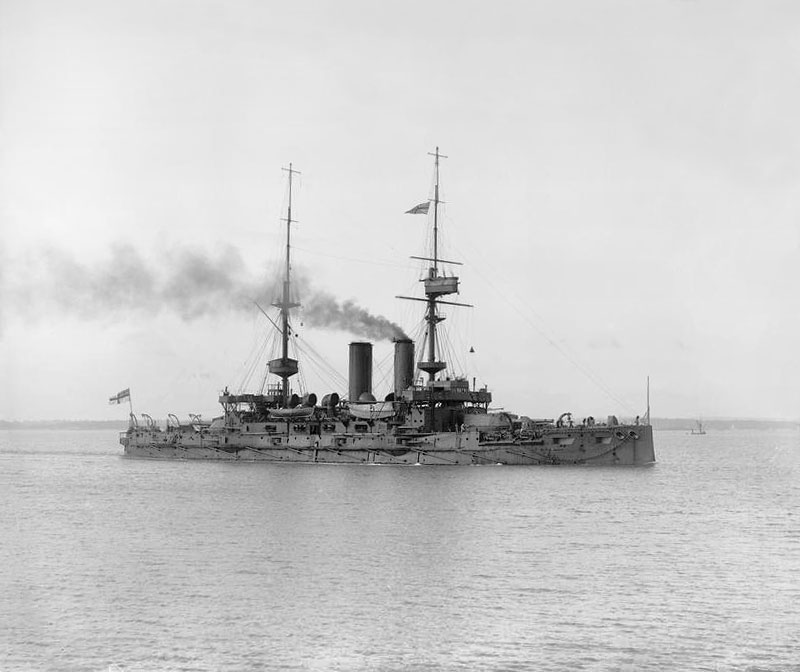
HMS Bulwark
- 20. März 1899 Kiellegung
- 18. Oktober 1899 Stapellauf
- 11. März 1902 – Februar 1907 Mittelmeer-Flotte
- 11. Februar 1907 – Oktober 1908 Home Fleet
- 3. Oktober 1908 – März 1909 Kanal-Flotte
- 24. März 1909 – August 1914 2. Division der Home Fleet
- August 1914 – November 1914 Kanalflotte
- 26. November 1914 nach Explosion gesunken[11]

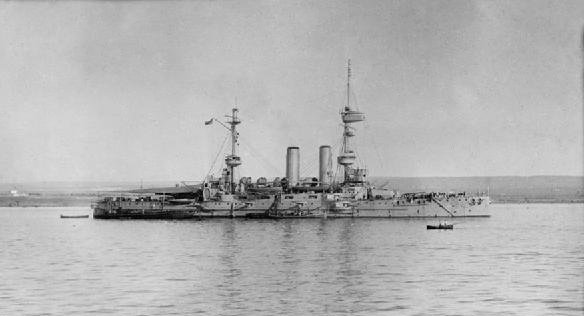
HMS Venerable
- 2. Januar 1899 Kiellegung
- 2. November 1899 Stapellauf
- 12. November 1902 – Januar 1908
- 7. Januar 1908 – Februar 1909 Kanal-Flotte
- 19. Oktober 1909 – Mai 1912 Atlantik-Flotte
- 13. Mai 1912 – August 1914 Home Fleet
- August 1914 – Mai 1915 Kanal-Flotte
- Mai 1915 – Oktober 1915 Dardanellen
- Dezember 1915 – Dezember 1916 Adria
- März 1918 – Dezember 1918 Depotschiff
- 1920 zum Abwracken verkauft[12]

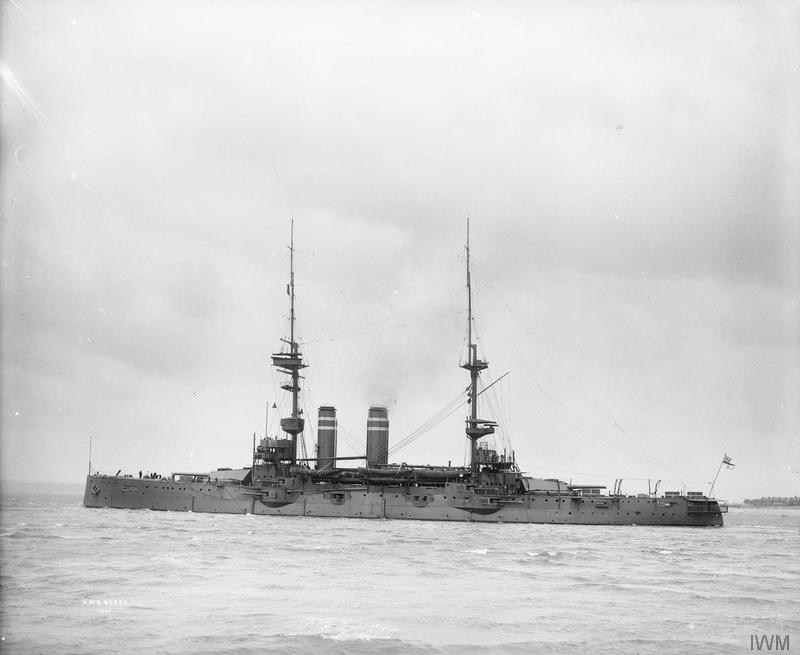
HMS Queen
- 12. März 1901 Kiellegung
- 8. März 1902 Stapellauf
- 7. April – Dezember 1908 Mittelmeer-Flotte
- 15. Dezember – Mai 1912 Atlantik-Flotte
- 15. Mai 1912 – August 1914 Home Fleet
- August 1914 – März 1915 Kanal-Flotte
- März 1915 – Mai 1915 Dardanellen
- 22. Mai 1915 – April 1919 Adria
- 4. September 1920 zum Abwracken verkauft[13]

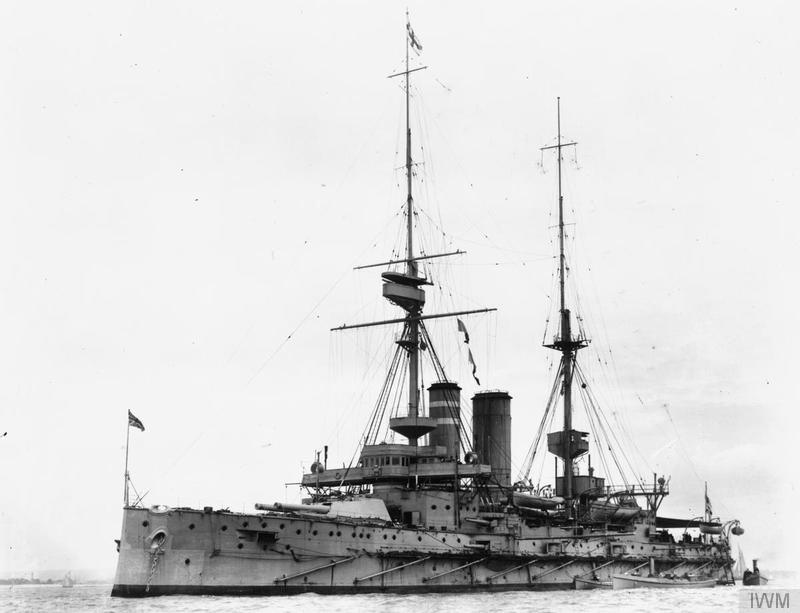
HMS Prince of Wales
- 20. März 1901 Kiellegung
- 25. März 1902 Stapellauf
- 18. Mai 1904 – Februar 1909 Mittelmeer-Flotte
- Februar 1909 – Mai 1912 Atlantik-Flotte
- 13. Mai 1912 – August 1914 Home Fleet
- August 1914 – März 1915 Kanal-Flotte
- 19. März 1915 – Mai 1915 Dardanellen
- Mai 1915 – Februar 1919 Adria
- 10. März 1919 – November 1919 Reserve
- 12. April 1920 zum Abwracken verkauft[14]